# Geordi La Forge
Locotenent-comandorul Geordi La Forge este un personaj fictiv care apare periodic în serialul de televiziune Star Trek: Generația următoare. Este interpretat de actorul LeVar Burton. A servit pe post de cârmaci al USS Enterprise-D în primul sezon, apoi a ocupat rolul de inginer șef în restul serialului și în filmele din epoca Generația următoare.